# 錫達克里克鎮區 (北卡羅萊納州坎伯蘭縣)
錫達克里克鎮區（英語：Cedar Creek Township）是位於美國北卡羅萊納州坎伯蘭縣的一個鎮區。

## 地方資料
錫達克里克鎮區的面積為252.00平方千米，皆為陸地。根據2020年美國人口普查的數據，當地共有人口13822人，而人口密度為每平方千米54.85人。